# Sciurus aberti kaibabensis
Lo scoiattolo del Kaibab (Sciurus aberti kaibabensis Merriam, 1904) è una delle sei sottospecie dello scoiattolo di Abert; nell'aspetto morfologico si discosta così tanto da quest'ultimo che in passato veniva considerato una specie a parte. È originario di un'area di 30×60 km dell'altopiano del Kaibab, negli Stati Uniti sud-occidentali.

## Descrizione
Con un corpo lungo 35 cm e una coda di 25 cm, lo scoiattolo del Kaibab è più grande e robusto dello scoiattolo rosso eurasiatico. Ha il mantello grigio-brunastro brizzolato con sfumature bruno-rossicce. Le parti inferiori sono nere, e le orecchie sono ornate da ciuffi di pelo scuro, che negli esemplari più anziani possono misurare 2,5-5 cm.

## Distribuzione e habitat
L'intera popolazione di scoiattolo del Kaibab è ristretta alle foreste di pino giallo del margine settentrionale del Parco nazionale del Grand Canyon e della metà settentrionale della Foresta Nazionale del Kaibab, attorno alla cittadina di Jacob Lake (Arizona). Nel 1965, 800 km² dell'areale di questo animale, situati entro i confini del Parco Nazionale del Grand Canyon e della Foresta Nazionale del Kaibab, vennero dichiarati riserva protetta speciale per S. a. kaibabensis.
Lo scoiattolo del Kaibab costituisce un esempio di evoluzione avvenuta per isolamento geografico. Lo scoiattolo di Abert, con le sue sei sottospecie, occupa un areale molto più vasto ed è presente sul margine meridionale del Grand Canyon. La differenza tra gli scoiattoli di Abert del margine settentrionale e quelli di quello meridionale viene comunemente spiegata, erroneamente, con il fatto che il canyon abbia fatto da barriera tra le due popolazioni, impedendo così lo scambio genetico; gli attuali scoiattoli del Kaibab, invece, discendono da popolazioni di scoiattoli di Abert che si dispersero nell'area del Grand Canyon in seguito all'ultima era glaciale. Quando il clima si fece più caldo, i pini gialli e gli scoiattoli di Abert che vivevano nell'area rimasero isolati in regioni più elevate, come appunto l'altopiano del Kaibab. Queste popolazioni isolate pian piano si evolvettero nell'attuale scoiattolo del Kaibab e, quando il clima si fece nuovamente più freddo e i pini gialli riuscirono nuovamente ad attecchire anche a quote meno elevate, le altre sottospecie dello scoiattolo ritornarono nella regione del Grand Canyon, riprendendo possesso della loro vecchia nicchia ecologica sul margine meridionale.

## Biologia
L'esistenza dello scoiattolo del Kaibab è strettamente correlata alle foreste di pino giallo. Infatti dimora su alberi di questa specie, costruendo nidi fatti di ramoscelli e aghi. Si nutre di ghiande, frutta e funghi, ma soprattutto di semi, corteccia e rametti di pino giallo. I piccoli nascono tra aprile e agosto.

## Conservazione
La sua consistenza, già limitata, è stata ancora ridotta dai provvedimenti antincendio che impediscono che la foresta bruci creando l'habitat preferito degli scoiattoli. Questa consistenza fluttua notevolmente, come quelle di altri scoiattoli, a causa delle malattie, e più recentemente delle automobili, dato che un certo numero di scoiattoli del Kaibab rimane ucciso ogni anno sulle strade. La sottospecie è severamente protetta dalla legge degli Stati Uniti.